# Casa consistorial de Terriente
La casa consistorial de Terriente (provincia de Teruel, España) es un edificio construido en el siglo XVI siguiendo modelos de la arquitectura popular de la Serranía de Albarracín. Consta de una planta trapezoidal y dos alturas y se encuentra adosada a un bloque de viviendas por su parte trasera. 
La primera planta se divide en tres crujías, siendo la primera la lonja, la segunda el patio con las escaleras y la tercera unos almacenes. La planta noble ha sufrido más transformaciones que el resto, aunque aún se conserva su disposición original tripartita y el salón de sesiones. 
La fábrica es de mampostería con sillares de refuerzo en las esquinas y marcos de los vanos. Al exterior destaca la fachada principal, que presenta dos grandes arcos escarzanos de acceso a la lonja, un balcón corrido cerrado con tejadillo que cobija dos vanos mixtílineos en la planta noble y un alero bastante volado de teja árabe como remate.